# 砂川信哉
砂川 信哉（すながわ しんや、1995年（平成7年）1月6日 - ）は、日本のタレント、元クイズプレイヤー、YouTuber。
沖縄県出身。昭和薬科大学附属中学校・高等学校を経て、東京大学工学部マテリアル工学科卒業。

## 経歴
愛光中学校に入学するが、2年生の時に退学し、沖縄に帰郷して昭和薬科大学附属中学校に編入した。2016年、東京大学理科一類に3浪の末に合格し入学する。
大学2年生のとき、夢である「SASUKE」出場へのオーディションに合格するため「ミスター東大コンテスト2017」に出場し、ファイナリストとなる。翌年、オーディション枠から「SASUKE」に初出場を果たした。
TBSのクイズ番組『東大王』では、2017年秋の第3回東大王決定戦で5位になって以降、東大王チームのサブメンバーとして正規メンバーに欠席者が出た時に出演。2020年4月8日の放送回で、サブメンバーから正規メンバーに昇格することが発表された。出演時の肩書きは「ミスター難読漢字」。2022年3月23日の放送をもって同番組を卒業した。
2023年3月、東京大学工学部マテリアル工学科を卒業した。
2025年2月末日をもって、プラチナムプロダクションを退所した。

## 出演

### テレビ
- 東大王（TBS、2017年11月から不定期出演、2020年4月から2022年3月までレギュラー出演、以降不定期で出演、2024年9月18日（最終回SP）[12]）
- SASUKE（TBS）
  - 第36回「SASUKE2018大晦日」（2018年12月31日）[13]
  - 第37回「SASUKE2019大晦日」（2019年12月31日）[14]
  - 第38回「SASUKE2020〜NINJA WARRIOR〜」（2020年12月29日）[15]
  - 第39回「SASUKE2021〜NINJA WARRIOR〜」（2021年12月28日）[16]
- KEI-DRONE（フジテレビ、2019年3月17日）[17]
- クイズプレゼンバラエティー Qさま!!（テレビ朝日、2019年6月3日[18]）
- 今田耕司★ヒットの世界 東大生が通販してみた!（テレビ朝日、2020年3月14日[19]、8月8日[20]）
- オトラクション（TBS、2020年8月29日） - 東大王として出演[21]
- プレバト!!（TBS、2020年9月24日） - 東大王として出演[22]
- ポケモンの家あつまる?（テレビ東京、2020年11月1日[23]、2021年1月17日[24]、2月28日[25]、3月14日[26]、4月18日[27]、5月16日[28]、5月23日[29]、6月20日[30]、6月27日[31]、9月26日[32]、10月31日[33]、12月12日[34]、2022年1月23日[35]）
- 水曜日のダウンタウン（TBS、2021年3月17日） - 東大王として出演[36]
- 中居正広の金曜日のスマイルたちへ（TBS、2021年11月5日） - 東大王として出演[37]
- ネプリーグ（フジテレビ、2023年3月6日）[38]
- マッドマックスTV 論破王（テレビ朝日・ABEMA、2023年5月23日）[39]

### 舞台
- 『カタシロRebuild』（2022年2月10日）  - 患者 マコト 役[3]

## 著書
- 砂川信哉『大学受験がしんどくなったときの息抜きのヒント』KADOKAWA、2021年2月26日。ISBN 978-4-04-604721-2。

## 執筆
- 『別冊カドカワScene 07』KADOKAWA、2021年6月21日。ISBN 9784048970822。  - hyde総力特集内「20代から見たHYDE」